# 국제사법기관

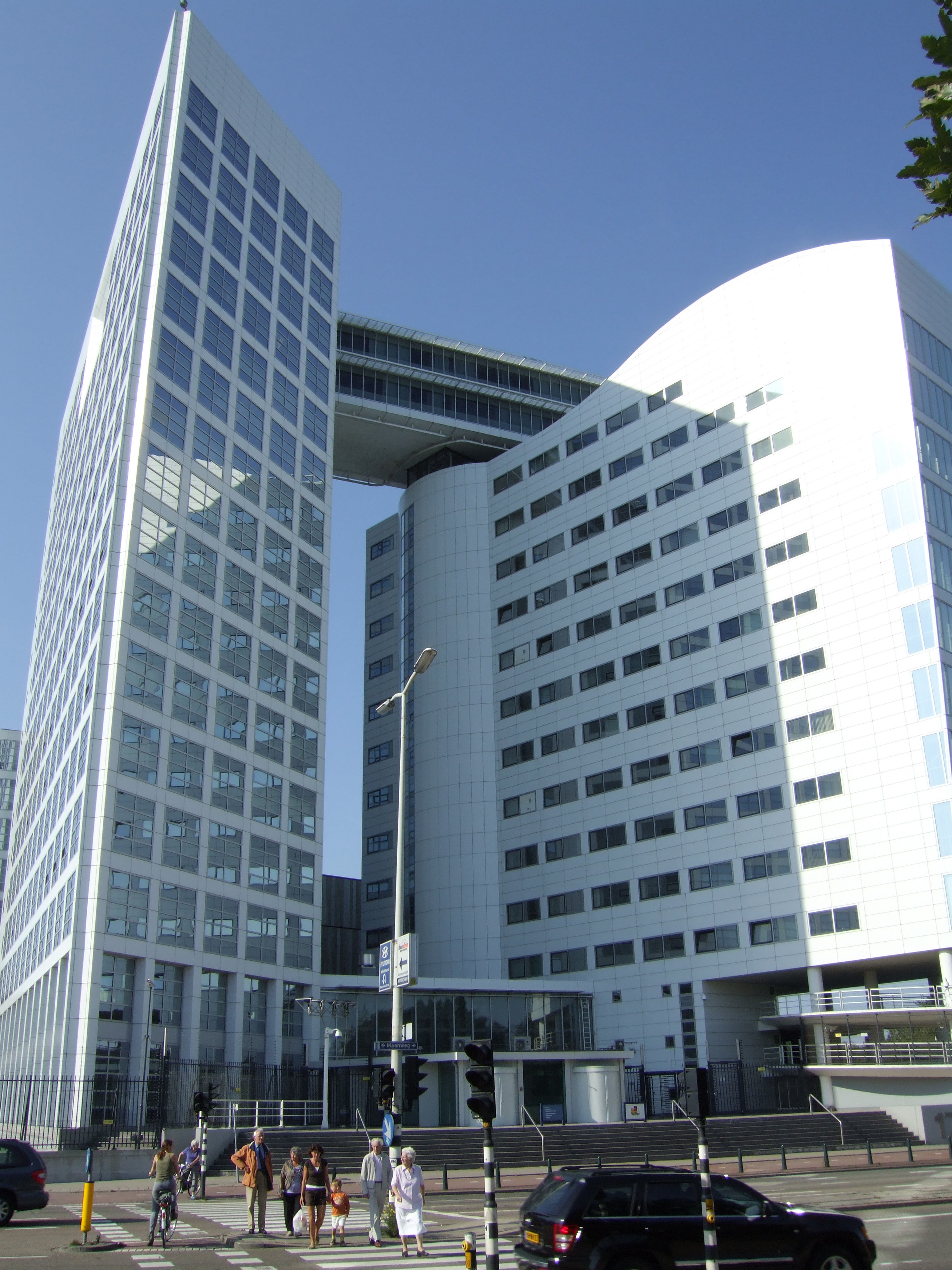
헤이그에 있는 국제형사재판소

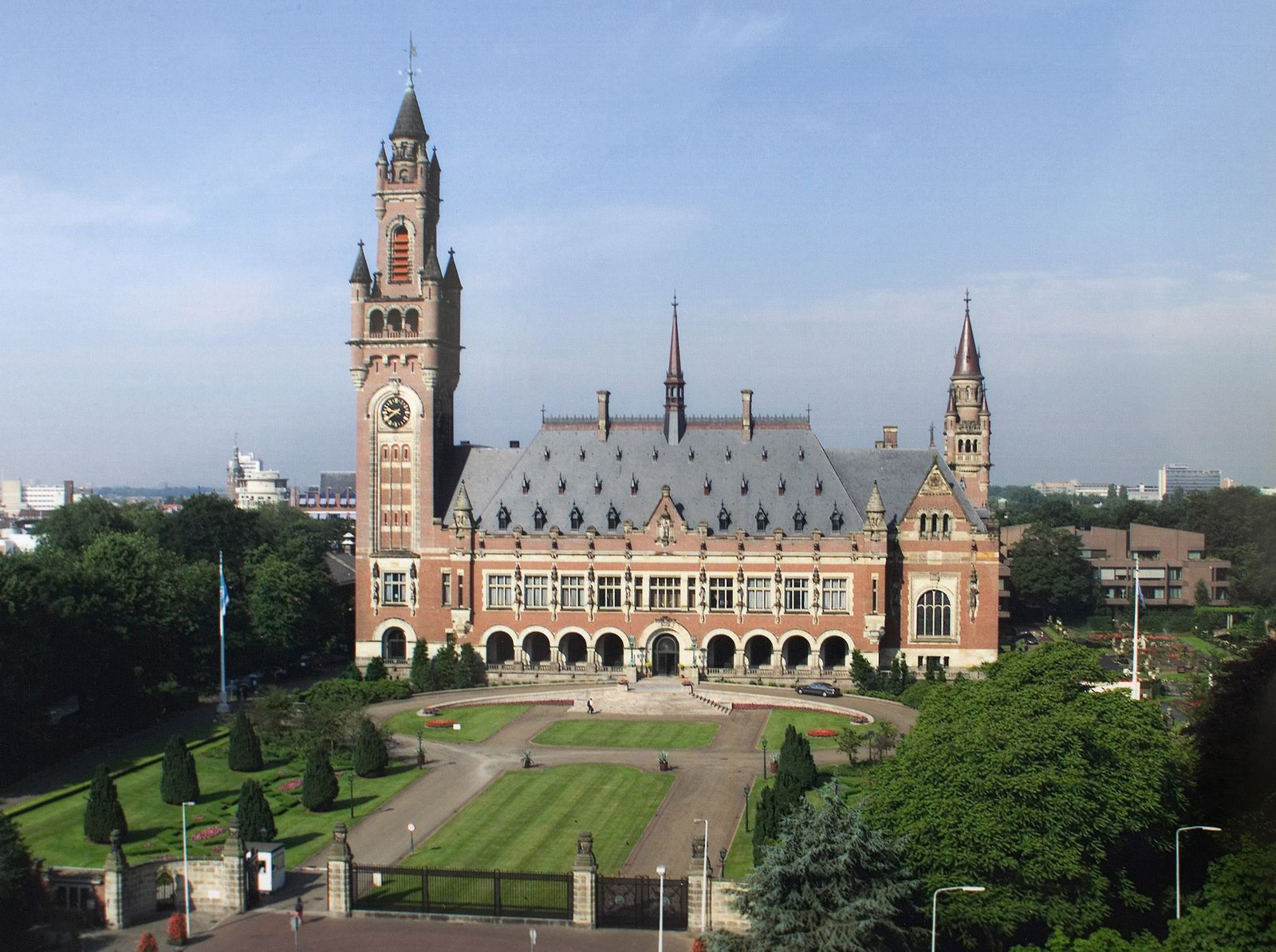
국제사법재판소

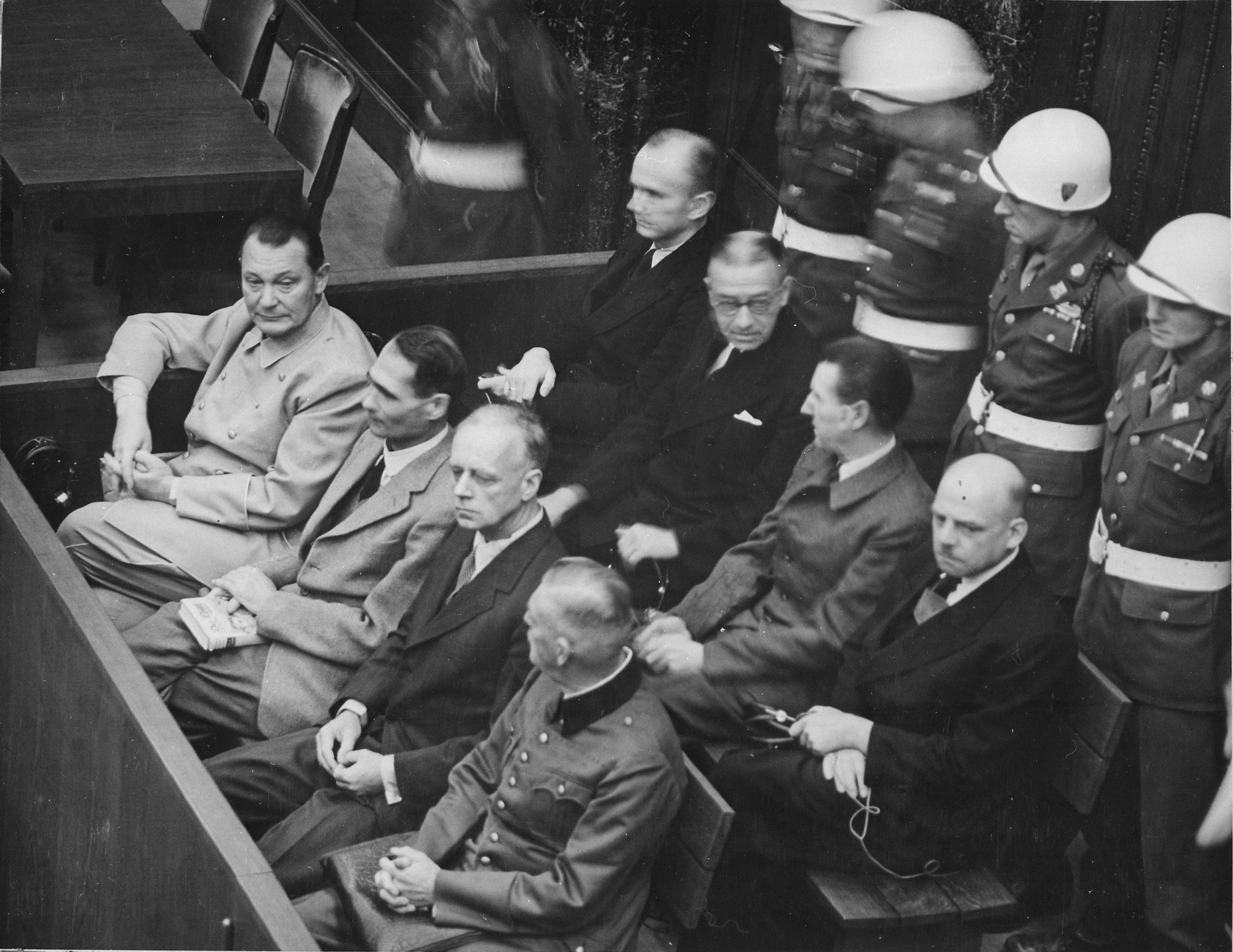
뉘른베르크에서 열린 뉘른베르크 재판. 국제 군사 재판이 진행하였다.

국제사법기관(國際司法機關, 영어: international judicial institution)은 국제재판소, 국재중재기관 및 사법에 관한 국가간 협력기구 등을 아우르는 명칭이다.

## 국제사법기관의 목록
| 이름                                           | 지역 범위             | 활동 기간     | 활동 주제                            |
| ---------------------------------------------- | --------------------- | ------------- | ------------------------------------ |
| 국제사법재판소                                 | 전세계                | 1945년~현재   | 일반적 분쟁                          |
| 국제형사법원                                   | 전세계                | 2002년~현재   | 범죄 소추                            |
| 상설중재법원                                   | 전세계                | 1899년~현재   | 일반적 분쟁                          |
| 상설국제법원                                   | 전세계                | 1922년~1946년 | 일반적 분쟁                          |
| WTO 분쟁해결기구                               | 전세계                | 1995년~현재   | 세계 무역 기구의 무역 분쟁           |
| 국제해양법법원                                 | 전세계                | 1994년~현재   | 해양 분쟁                            |
| 아프리카 법원                                  | 아프리카              | 2009년~현재   | 아프리카 연합간의 이익 해석          |
| 아프리카 인권 법원                             | 아프리카              | 2006~현재     | 인권                                 |
| 코메사 법원                                    | 아프리카              | 1998년~현재   | 동남아프리카 공동시장간의 무역 분쟁  |
| 에코워스 법원                                  | 아프리카              | 1996년~현재   | 서아프리카 경제 공동체간의 이익 해석 |
| 동아프리카 법원                                | 아프리카              | 2001년~현재   | 동아프리카 공동체간의 이익 해석      |
| SADC 법원                                      | 아프리카              | 2005년~2012년 | 남아프리카 개발 공동체간의 이익 해석 |
| 카리브 법원                                    | 카리브                | 2005년~현재   | 일반적 분쟁                          |
| 안데스 공동체 법원                             | 남아메리카            | 1983년~현재   | 안데스 공동체간의 무역 분쟁          |
| 동카리브 대법원                                | 카리브                | 1967년~현재   | 일반적 분쟁                          |
| 미주 인권 법원                                 | 아메리카              | 1979년~현재   | 인권                                 |
| 베네룩스 법원                                  | 베네룩스              | 1975년~현재   | 베네룩스간의 무역 분쟁               |
| 독립 국가 연합 경제 법원                       | 구 소련               | 1994년~현재   | 독립 국가 연합간의 무역 분쟁         |
| 유럽인권법원                                   | 유럽                  | 1959년~현재   | 인권                                 |
| 유럽연합법원                                   | 유럽                  | 1952년~현재   | 유럽 연합의 법률 해석                |
| 유럽 인권 위원회                               | 유럽                  | 1954년~1998년 | 인권                                 |
| 유럽 자유 무역 연합 법원                       | 유럽                  | 1994년~현재   | 유럽 자유 무역 연합의 법률 해석      |
| 유럽 핵 에너지 법원                            | 유럽                  | 1960년~현재   | 핵 에너지 분쟁                       |
| 유럽 연합 공무원 법원                          | 유럽                  | 2005년~현재   |                                      |
| 보스니아 헤르체고비나 인권 회의소              | 보스니아 헤르체고비나 | 1996년~2003년 | 인권                                 |
| 비글 해협 중재 법원                            | 남아메리카            | 1971년~1977년 | 비글 해협 국경 문제                  |
| 이란-미국 청구권 법원                          | 이란 및 미국          | 1981년~현재   |                                      |
| 국제 군사 재판                                 | 유럽                  | 1945년~1946년 | 범죄 소추                            |
| 극동 국제 군사 재판                            | 태평양                | 1946년~1948년 | 범죄 소추                            |
| 구유고슬라비아 국제형사법원                    | 구유고슬라비아        | 1993년~현재   | 범죄 소추                            |
| 르완다 국제 형사 법원                          | 르완다                | 1994년~현재   | 범죄 소추                            |
| Mechanism for International Criminal Tribunals | 전세계                | 2012년~현재   | 범죄 소추                            |
| 시에라리온 특별 법원                           | 시에라리온            | 2002년~현재   | 범죄 소추                            |
| 캄보디아 법원                                  | 캄보디아              | 2003년~현재   | 범죄 소추                            |
| 레바논 특별 법원                               | 레바논                | 2009년~현재   | 범죄 소추                            |